# Oxytropis austrosachalinensis
Oxytropis austrosachalinensis är en ärtväxtart som beskrevs av N.S. Pavlova. Oxytropis austrosachalinensis ingår i släktet klovedlar, och familjen ärtväxter. Inga underarter finns listade i Catalogue of Life.